# Henryk Altman

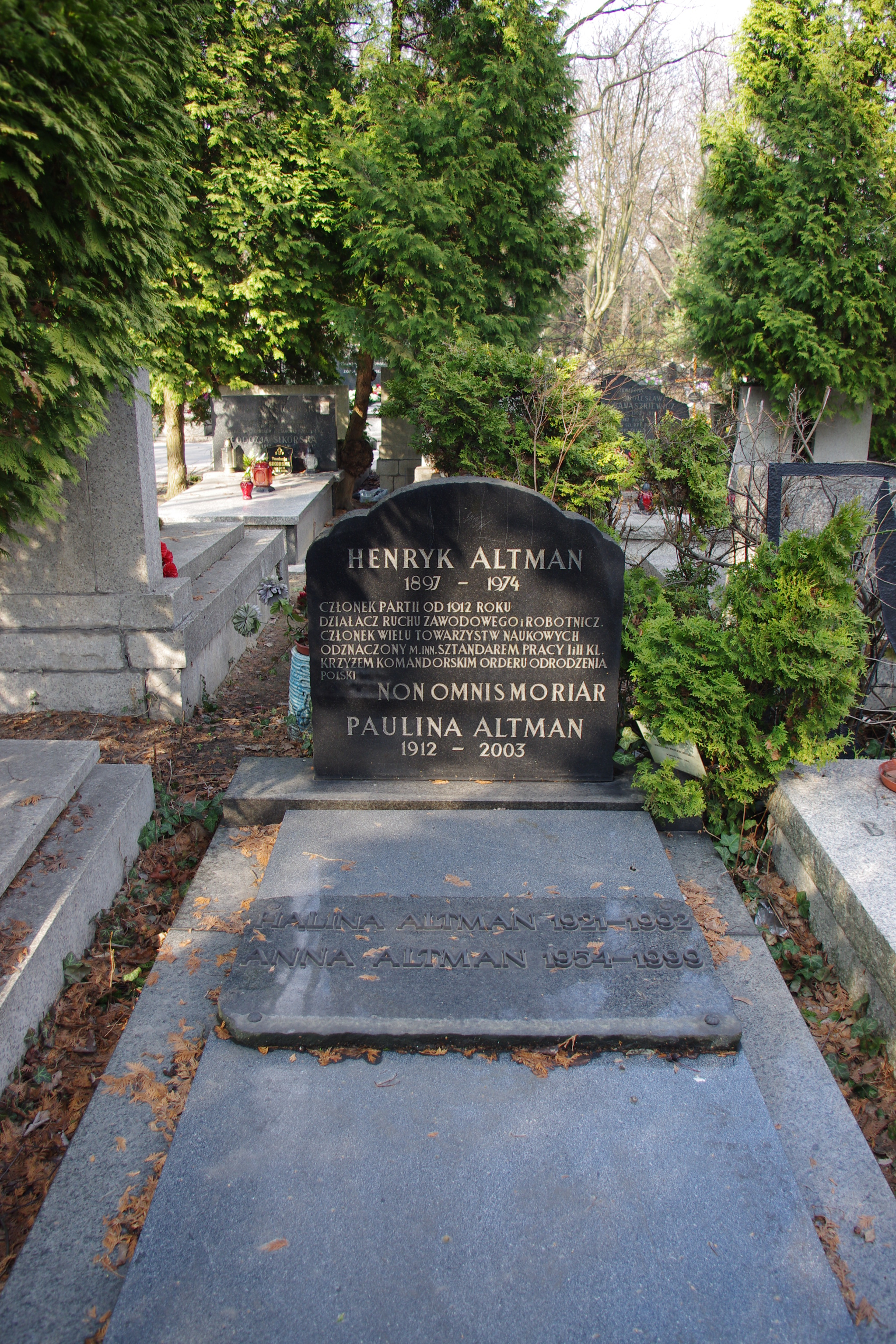
Grób Henryka Altmana na cmentarzu Wojskowym na Powązkach w Warszawie

Henryk Altman pseud. Adam, Adam Górski, Herman (ur. 19 lipca 1897 w Warszawie, zm. 26 lipca 1974 tamże) – działacz PPS-Lewicy, KPP, PPR i Polskiej Zjednoczonej Partii Robotniczej, publicysta, prawnik, historyk, archiwista, dyplomata, od 1921 sekretarz generalny Związku Zawodowego Pracowników Handlowych i Biurowych, 1925–1939 sekretarz generalny Związku Zawodowego Nauczycieli Średnich Szkół Żydowskich, 1937–1939 członek KCZZ, w 1944 kierownik Departamentu Ubezpieczeń Społecznych oraz Pracy w Resorcie Pracy i Opieki Społecznej PKWN, w latach 1952–1965 dyrektor naczelny Archiwów Państwowych.

## Życiorys
Syn inżyniera chemika Chaima. Od 1912 członek Organizacji Młodzieży Socjalistycznej „Młot”, a od 1913 PPS-Lewicy. W 1923 ukończył studia prawnicze na UW i Wyższą Szkołę Dziennikarską. 
Podczas I wojny światowej organizował Koło Akademickie PPS-Lewicy, związki zawodowe, był stałym współpracownikiem pisma PPS-Lewicy „Głosu Robotniczego” i brał udział w pracach Międzypartyjnej Rady Robotniczej, a 1916–1917 był sekretarzem Robotniczej Rady Gospodarczej utworzonej przez PPS-Lewicę. Od końca 1917 do 10 listopada 1918 więziony przez Niemców w Warszawie i Modlinie. Po uwolnieniu uczestniczył w organizowaniu warszawskiej Rady Delegatów Robotniczych i 16 grudnia 1918 w I Zjeździe Komunistycznej Partii Robotniczej Polski (KPRP; od 1925: KPP). W marcu 1919 KC KPRP skierował go do Lublina do pracy w redakcji „Prawdy Komunistycznej”. W kwietniu 1921 został sekretarzem generalnym Związku Zawodowego Pracowników Handlowych i Biurowych. Od 1922 do 1927 w zarządzie warszawskiej Kasy Chorych. 1925–1939 był sekretarzem generalnym Związku Zawodowego Nauczycieli Średnich Szkół Żydowskich. Od 1928 członek Centralnego Wydziału Zawodowego i Centralnego Wydziału Inteligenckiego KC KPP. W 1932 uczestniczył w Kongresie Międzynarodówki Pracowników Oświatowych w Paryżu (części Czerwonej Międzynarodówki Związków Zawodowych), na którym został członkiem jej Komitetu Wykonawczego. W październiku 1937 wziął udział w VI Zjeździe KCZZ, na którym utworzył trzyosobową frakcję komunistyczną. 
We wrześniu 1939 wyjechał na zajęty przez ZSRR Wołyń. Po 22 czerwca 1941 ewakuowany w głąb ZSRR, pracował jako nauczyciel. W październiku 1943 został naczelnikiem Wydziału Wydawniczego w Komitecie do Spraw Dzieci Polskich w ZSRR ZPP. Od lipca 1944 w Chełmie, a następnie w Lublinie, gdzie pracował w Resorcie Pracy i Opieki Społecznej jako kierownik Departamentu Ubezpieczeń Społecznych oraz Pracy PKWN. 1945–1951 był delegatem w Radzie Administracyjnej Międzynarodowego Biura Pracy i członkiem delegacji na Zgromadzenie Ogólne ONZ. Od sierpnia 1952 do 1965 dyrektor naczelny Archiwów Państwowych. Członek rady naukowej Instytutu Historii PAN, Zakładu Historii Partii przy KC PZPR i Zakładu Historii Stosunków Polsko-Radzieckich. Autor haseł w Słowniku biograficznym działaczy polskiego ruchu robotniczego.
Pochowany na wojskowych Powązkach (kwatera 33C-4-2).

## Odznaczenia
Był odznaczony Krzyżem Komandorskim Orderu Odrodzenia Polski, Orderem Sztandaru Pracy I i II klasy, Orderem Krzyża Grunwaldu II klasy (uchwała KRN z 3 stycznia 1945) i Medalem 10-lecia Polski Ludowej. 

## Życie prywatne
Od 1919 żonaty z działaczką KPP i MOPR Esterą (Edwardą) z d. Szafran.